# جايلي (أديامان)
جايلي (بالكردية: Kanîkûrk‏) (بالتركية: Çaylı)‏ هي قرية تتبع إداريّاً لمديرية أديامان في محافظة أديامان التركية الواقعة في جنوب شرق الأناضول. بلغ عدد سكانها 65 نسمة في عام 2021.